# Red Dragon (film)
Red Dragon is een Amerikaanse thriller uit 2002 gebaseerd op het gelijknamige boek van Thomas Harris. Het boek en de film zijn een prequel van The Silence of the Lambs. Het boek werd in 1986 al eens verfilmd onder de titel Manhunter.
De film werd geregisseerd door Brett Ratner. Hoofdrollen worden gespeeld door Edward Norton als FBI agent Will Graham, Anthony Hopkins als Hannibal Lecter, Ralph Fiennes, Philip Seymour Hoffman, Mary-Louise Parker, Emily Watson en Harvey Keitel.

## Verhaal
Psychiater Dr. Hannibal Lecter nodigt de leden van een symfonisch orkest uit voor een etentje waarbij hij stiekem in het hoofdgerecht het lichaam heeft verwerkt van een vermiste muzikant. Enige tijd later krijgt Lecter bezoek van FBI-agent Will Graham. Graham doet af en toe beroep op Lecter om samen profielen van moordenaars op te stellen. Graham is van mening dat er momenteel een kannibaal aan het werk is. Wanneer Lecter even uit de kamer is, vindt Graham bewijs dat Lecter de betreffende moordenaar is. Lecter betrapt Graham en steekt hem neer met een mes. Graham kan Lecter neerschieten. Daarop valt een SWAT-team het huis binnen en worden zowel Graham als Lecter afgevoerd. Beiden overleven. Lecter wordt veroordeeld met levenslange opsluiting. Een getraumatiseerde Graham neemt ontslag bij de FBI.
Enkele jaren later krijgt Graham bezoek van zijn voormalige baas Jack Crawford. Hij wil dat Graham helpt bij het zoeken naar "The Tooth Fairy" (De Tandenfee). Deze seriemoordenaar moordt volledige gezinnen uit tijdens volle maan. Uiteindelijk gaat Graham akkoord. Na de plaats delict van de vorige moorden te hebben bezocht, is Graham van mening dat hij de hulp van Lecter moet inschakelen.
"The Tooth Fairy" is de psychoot Francis Dolarhyde. Hij heeft een dissociatieve identiteitsstoornis waarbij zijn tweede persoonlijkheid "De Rode Draak" is, die te zien is op het schilderij The Great Red Dragon and the Woman Clothed in Sun van William Blake. Dolarhyde is overtuigd dat hij door het moorden geleidelijk aan transformeert in de rode draak. Zijn stoornis is ontstaan door zijn grootmoeder. Nadat zijn ouders stierven, voedde zijn grootmoeder Dolarhyde op, maar ze kon de jongen niet uitstaan.
Reporter Freddy Lounds komt te weten dat Graham onderzoek doet naar The Tooth Fairy. Graham wil The Tooth Fairy in een val doen lopen en laat zich door Lounds interviewen. Daarin zegt Graham dat The Tooth Fairy wellicht een impotente homoseksueel is. Dolarhyde is hiermee niet opgezet: hij ontvoert Lounds, plakt hem met lijm aan een rolstoel, bijt zijn lippen af en steekt hem in brand. Daarbij komt dat Lecter en Dolarhyde elkaar kennen en zelfs een geheime correspondentie hebben. Zo komt Dolarhyde in bezit van het adres van Graham. Het gevangenispersoneel komt dit te weten, waardoor Grahams vrouw Molly en zijn zoon Josh worden overgebracht naar het huis van Crawfords broer.
Dolarhyde wordt verliefd op de blinde Reba McClane, hoewel zijn draak-identiteit wil dat ze wordt vermoord. Dolarhyde wil van deze identiteit af en gaat naar het Brooklyn Museum waar hij het originele schilderij letterlijk opeet. McClane heeft daarnaast een aanbidder dewelke ze verafschuwt: Ralph Mandy. Wanneer Dolarhyde op een avond ziet dat Ralph en Reba elkaar kussen, denkt hij verkeerdelijk dat zij een relatie hebben. Daarom vermoordt Dolarhyde Ralph en ontvoert hij Reba naar zijn woonplaats.
Ondertussen heeft Graham ontdekt dat The Tooth Fairy de inrichting van het huis van zijn slachtoffers kent door vooraf cassettes met daarop zelfgemaakte homevideo's te bestuderen. Hij heeft toegang tot die video's via zijn werk als technisch monteur bij een bedrijf in film en videoservices. Graham neemt contact op met de firma die de betreffende cassettes maakt en komt zo te weten dat The Tooth Fairy in werkelijkheid Dolarhyde is. Terwijl Graham en de FBI zich haasten naar Dolarhyde's huis, heeft deze laatste het huis in brand gestoken. Hij wil Reba neerschieten, maar schiet uiteindelijk zichzelf neer. Reba kan uit het huis ontsnappen dat niet veel later ontploft.
Uit forensisch onderzoek blijkt dat het gevonden lijk niet Dolarhyde is, maar wel Ralph Mandy. Dolarhyde heeft zijn dood geënsceneerd en heeft het schuiladres van Graham gevonden. Eenmaal daar neemt hij Josh in gijzeling en wil zijn keel doorsnijden met glasscherven. Daarop begint Graham zijn zoon te vernederen waarbij hij de verwijten gebruikt die hij vond in Dolarhydes dagboek. Hierdoor kan Josh ontsnappen. Het komt tot een gevecht tussen Dolarhyde en Graham waarbij beiden gewond geraken. Uiteindelijk schiet Molly Dolarhyde neer door een kogel in zijn hoofd te schieten. 
Graham neemt opnieuw ontslag bij de FBI. Niet veel later ontvangt hij een brief van Lecter. Lecter eert Graham met de ontmaskering van Dolarhyde, maar hoopt dat Graham niet "te lelijk" is geworden nu hij een ander voorkomen en haarkleur heeft. Lecter schrijft ook dat hun paden elkaar wellicht in de nabije toekomst zullen kruisen.
In de laatste scène zegt Dr. Frederick Chilton tegen Lecter dat er een "jonge vrouw van de FBI is die jou wil zien", waarbij hij verwijst naar Clarice Starling.

## Rolverdeling
| Acteur                 | Personage             |
| ---------------------- | --------------------- |
| Edward Norton          | Will Graham           |
| Ralph Fiennes          | Francis Dolarhyde     |
| Anthony Hopkins        | Hannibal Lecter       |
| Harvey Keitel          | Jack Crawford         |
| Emily Watson           | Reba McClane          |
| Mary-Louise Parker     | Molly Graham          |
| Philip Seymour Hoffman | Freddy Lounds         |
| Frank Whaley           | Ralph Mandy           |
| Anthony Heald          | Dr. Frederick Chilton |
| Ken Leung              | Lloyd Bowman          |
| Frankie Faison         | Barney Matthews       |
| Tyler Patrick Jones    | Josh Graham           |